# Carlos Solórzano Constantine
Carlos Solórzano Constantine (n. Bahía de Caráquez, 11 de febrero de 1939) es un jurista ecuatoriano que ocupó la presidencia de la Corte Suprema de Justicia entre 1995 y 1997. Adicionalmente, fue parte de un triunvirato que asumió el poder en el país por unas horas durante el Golpe de Estado en Ecuador de 2000.

## Vida pública
En 1995 fue nombrado por el Congreso Nacional como Presidente de la Corte Suprema de Justicia, con los votos de la Democracia Popular, el Partido Social Cristiano, el Partido Roldosista Ecuatoriano y el Movimiento Popular Democrático, todos opositores del presidente conservador Sixto Durán Ballén. El 10 de octubre del mismo año, Solórzano emitió una orden de captura contra el entonces vicepresidente de la república, Alberto Dahik, como parte de una investigación por malversación de fondos. Al enterarse del hecho, Dahik escapó del país en una avioneta, por lo que el cargo de vicepresidente quedó vacante.
En junio de 1997, Solórzano se mostró en contra del intento del Congreso por elegir nuevos jueces para la Corte. Solórzano criticó la supuesta influencia que el expresidente de la república, León Febres-Cordero Ribadeneyra, tenía en la designación de los jueces, luego de que el magistrado Jorge Maldonado aseverara que Febres-Cordero «no solo que manda en las Cortes, sino que es dueño del país».
El 21 de enero de 2000, durante el golpe de Estado en el que se derrocó al presidente Jamil Mahuad, pasó a formar parte del triunvirato que tomó el poder, y que además de Solórzano, quien era el representante de la sociedad civil, incluía al líder indígena Antonio Vargas y al coronel Lucio Gutiérrez, representantes de los pueblos indígenas y de las fuerzas militares, respectivamente. Tres horas después, Gutiérrez fue reemplazado por el general Carlos Mendoza, dado que los militares no querían a un representante que solo tuviera el rango de coronel. Sin embargo, Mendoza recibió llamadas de autoridades de Estados Unidos que le indicaron que si el golpe de Estado se consumaba, el país sufriría un bloqueo económico, por lo que Mendoza renunció y el triunvirato se disolvió.